# 賈慶祚
賈慶祚，清朝政治人物。滿洲人。
賈慶祚為監生出身。乾隆二十五年（1760年）五月起，以永順府通判兼任湖南永順府龍山縣知縣。